# خالد بن راشد المنصوري
خالد بن راشد بن سالم الحمودي المنصوري سياسي ودبلوماسي قطري، ولد في الدوحة عام 1964م، أنهى دراسته في قطر عام 1982م، عمل في بداية حياته المهنية في الجناح العسكري كضابط في القوات المسلحة، ثم التحق بالعمل في وزارة الخارجية وعمل في عدة أقسام وشغل عدد من المناصب في البعثات الدبلوماسية للدولة فاكتسب خبرات متراكمة وحصل على عدة ترقيات وتحصّل على درجة سفير لدولة قطر في كل من بريطانيا وفرنسا وكندا. وقد حصل على تكريم من الملكة إليزابيث الثانية ومن الرئيس ماكرون اعترافا بجهوده المبذولة لتطوير علاقات بلاده بالمملكة المتحدة وفرنسا، كما مثّل المنصوري الدولة في عدد من المؤتمرات الدولية والإقليمية.

## المؤهلات العلمية
- حاصل على درجة الماجستير في اللغة الإنجليزية من جامعة قطر عام 1991م.
- ماجستير ودكتوراه علوم سياسية من جامعة كينغز كوليج، لندن،بريطانيا، 2010م-2016م.

## الخبرات المهنية
- عمل كضابط في القوات المسلحة القطرية 1984م – 1986م.
- التحق للعمل في وزارة الخارجية عام 1987، وعمل بإدارة الشؤون القنصلية خلال الفترة 1987-1991م.
- رئيس وحدة المعلومات في إدارة المنظمات الدولية والمؤتمرات والاتفاقات للفترة 1987-1991.
- عمل في سفارة دولة قطر بواشنطن خلال الفترة 1993-1998م، ورئيس للمحلق الطبي بالوكالة في سفارة دولة قطر بواشنطن من 1993-1996م.
- مسؤول عسكري وسياسي عن العلاقات مع وزارة الدفاع الأمريكية 1993-1998م.
- القنصل العام 1994-1995م.
- المساعد السياسي لسعادة سفير دولة قطر في الولاية المتحدة الأمريكية 1993-1996م.
- رئيس إدارة العلاقات العامة خلال الفترة 1993-1996م.
- المنسق الدفاعي في وزارة الخارجية خلال الفترة 1998-2005م.
- مدير إدارة المعلومات والبحوث بوزارة الخارجية خلال الفترة 1999-2002م.
- مدير إدارة الشؤون الأوروبية والأمريكية منذ العام 2002، لغاية العام 2005م.
- سفيراً لدولة قطر لدى المملكة المتحدة عام 2005-2014 ورئيس مجلس أمناء المركز الثقافي و الإسلامي بلندن.
- سفير غير مقيم في أيسلندا والنرويج وإيرلندا 2005-2014م.
- مديرا لإدارة الشؤون الأوروبية أكتوبر 2014م.
- عمل سفيرا لدولة قطر لدى جمهورية فرنسا عام 2016م.[3]